# کوخردهرنگ
کوخردهرنگ، شهری در بخش کوخردهرنگ شهرستان بستک در استان هرمزگان ایران است. این شهر، مرکز بخش کوخردهرنگ است.

## پیشینه
شهر کوخردهرنگ با ادغام روستای کوخرد و روستای هرنگ طبق مصوبه رسمی دولت در در ۲۵ بهمن ۱۳۹۱ در شهرستان بستک از توابع استان هرمزگان تشکیل گردید.

## جمعیت
بر پایه سرشماری عمومی نفوس و مسکن در سال ۱۳۹۵، جمعیت شهر کوخردهرنگ برابر با ۸٬۹۵۴ نفر (۲٬۳۵۴ خانوار) بوده‌است.